# Гідрогеологічна серія
Гідрогеологі́чна се́рія — стратифікаційний підрозділ водоносних порід, нижчий за рангом від гідрогеологічного поверху. Фактично, це частина гідрогеологічного поверху, яка охоплює водоносні, слабо водоносні і водотривкі породи єдиного седиментаційного або тектонічного циклу з різними гідрогеологічними властивостями. Прилеглі гідрогеологічні серії, так само, як їх геологічні аналоги — яруси, відрізняються одна від одної значними стратиграфічними, кутовими незгідностями або перервами в осадонакопиченні.